# Punta Maldonado
Punta Maldonado es una de las poblaciones que conforman al municipio de San Nicolás en el Estado de Guerrero, se localiza en la Costa Chica de Guerrero y limita con el estado de Oaxaca, al sur de México. 
El nombre de Punta Maldonado fue puesto en una clara alusión al poblado cercado de Maldonado, el cual se localiza dentro del mismo municipio, posteriormente de la construcción de un faro el poblado empezó a ser conocido como «El Faro».

## Historia
Durante el Periodo virreinal fue utilizado como un punto de desembarque por los barcos negreros que contrabandeaban con esclavos africanos para su posterior traslado al puerto de Acapulco, así mismo fue un punto peligroso para algunas embarcaciones de comerciantes al ser un encalladero natural provocando así muchos accidentes.
Durante los primeros años del México independiente Punta Maldonado «El Faro» junto con Cuajinicuilapa, San Nicolás y Maldonado quedaron integradas al Estado de Puebla y este funcionó como el puerto más importante de este Estado sobre las costas poblanas en el océano Pacífico.
Al crearse el Estado de Guerrero en 1849 y sin posibilidad de que Puebla pudiera conservar poblaciones bajo su dominio en el Pacífico, Punta Maldonado quedó integrada al nuevo estado y con ello perdió la poca importancia portuaria que tuvo bajo el gobierno poblano, debido a la optimización total del puerto de Acapulco.
En 1853, al crearse el municipio de Cuajinicuilapa, Punta Maldonado carecía de importancia política y comercial, por lo que quedó integrada a este nuevo municipio.
En 2021 la localidad se integró al recién creado municipio de San Nicolás.

## Población
La población cuenta con 897 habitantes. Según el último censo del INEGI en 2010.